# Hosszúpereszteg
Hosszúpereszteg is een plaats (község) en gemeente in het Hongaarse comitaat Vas. Hosszúpereszteg telt 766 inwoners (2001).